# Gao Fenghan

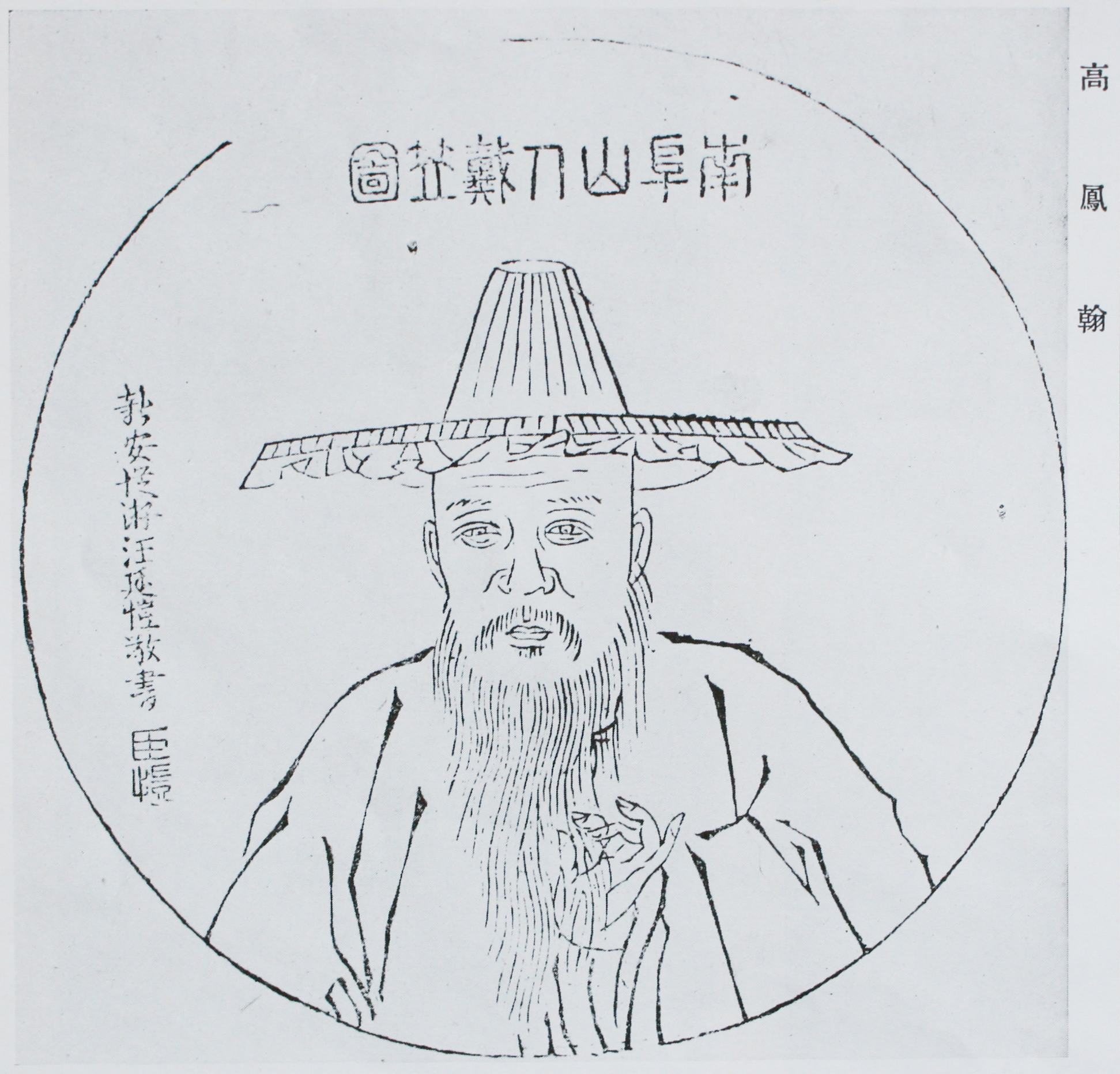
Portret van Gao Fenhan

Gao Fenghan (vereenvoudigd Chinees: 高凤翰; traditioneel Chinees: 高鳳翰; 1683–1749) was een Chinees kunstschilder, dichter en zegelsnijder uit de vroege Qing-periode.
Gao was geboren in Shandong. Net als zijn vader was hij een lagere ambtenaar. In 1736 kwam hij in de gevangenis terecht. Als gevolg van verwondingen die hij hier opliep en artritis kon hij in 1737 zijn rechterhand niet meer gebruiken. Hij wendde zich daarom aan om met zijn linkerhand te schilderen. Met name zijn schilderijen uit deze periode zijn gewild bij kunstverzamelaars.
Gao wordt vaak geassocieerd met de Acht Excentriekelingen van Yangzhou, een groep kunstschilders die de toen heersende orthodoxe opvattingen over de schilderkunst verwierpen ten bate van een expressievere en individualistischere stijl. Zij hadden een grote invloed op het werk van Gao.

## Galerij

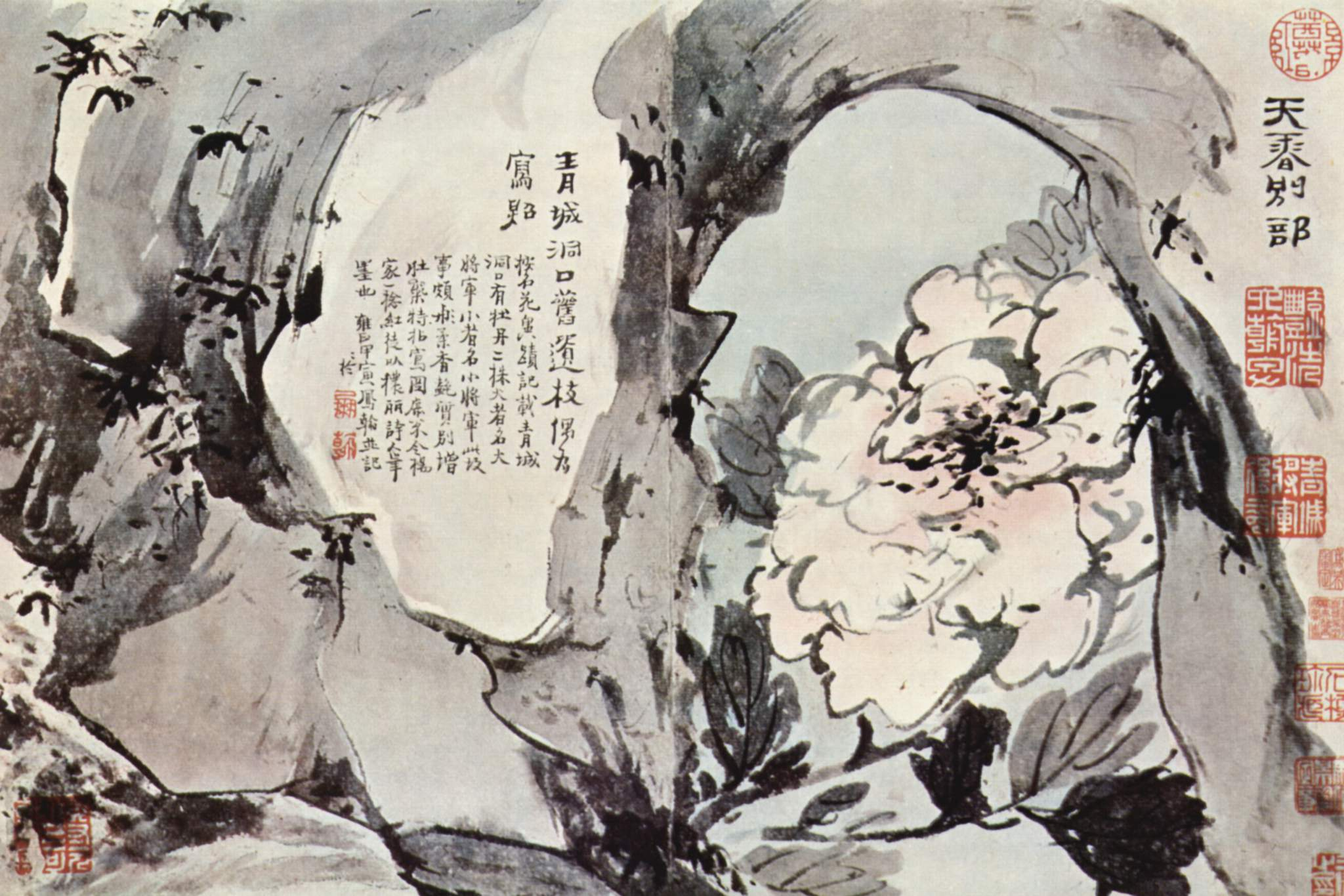
Pioenen en rotsen (1734), gewassen inkt en kleur op papier

- Bibliothèque nationale de France: cb167360488 (data)
- CiNii: DA03941526
- Gemeinsame Normdatei: 130459631
- International Standard Name Identifier: 0000 0001 1690 8329
- KulturNav: 21734861-efa7-423d-a6ce-e42e40e6dbef
- Library of Congress Control Number: n82084414
- Bibliotheek van het Japanse parlement: 00315263
- Nationale bibliotheek van Australië: 36612124
- Nederlandse Thesaurus van Auteursnamen: 152977007
- Réseau des bibliothèques de Suisse occidentale: 02-A023446188
- Système universitaire de documentation: 098847848
- Trove: 1328471
- Union List of Artist Names: 500125752
- Virtual International Authority File: 96608983
- WorldCat: E39PBJgt6WMQGvRr8Yj7pQdmh3